# 聖弗蘭西斯科利伯雷

尼加拉瓜 San Francisco Libre 地图

12°30′N 86°18′W / 12.500°N 86.300°W
聖弗蘭西斯科利伯雷（西班牙語：San Francisco Libre），是尼加拉瓜的城鎮，位於該國西部，由馬那瓜省負責管轄，始建於1961年，面積668平方公里，海拔高度33米，2005年人口9,416，人口密度每平方公里14.1人。